# Lócrida
A Lócrida era uma região da antiga Grécia, formada por dois distritos, o ocidental (ou ózola) e o oriental (ou opúncio). O primeiro rodeava a região do golfo de Mália e das Termópilas, onde se travou a conhecida batalha do mesmo nome, em 480 a.C., e o segundo bordejava o golfo de Corinto. A capital dos Lócrios Opúncios era a cidade de Opunte, donde lhes veio o nome, enquanto que a dos Lócrios Ózolas era a cidade de Naupacto, um importante porto.

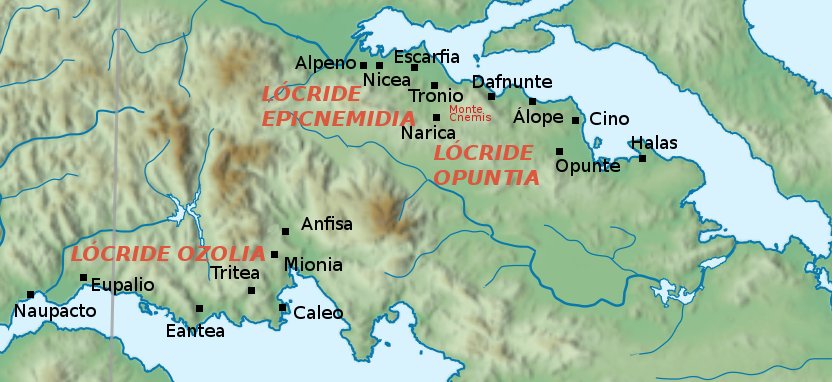
Região de Lócrida na Grécia e suas principais cidades

A região estava dividida nestas duas metades pela Dórida e pela Fócida, talvez devido a uma antiga invasão que teria divido a região em duas. Esse facto, aliado à infertilidade do seu solo, levou a que os Lócrios tivessem sido frequentemente dominados pelos seus vizinhos mais poderosos, praticamente não tendo desempenhado qualquer papel significativo na história grega.

## Mitologia
Ileu, rei da Lócrida, foi um dos argonautas  e seu filho Ájax, o menor, liderou as forças da Lócrida na Guerra de Troia.
Três anos depois que os lócridos voltaram da Guerra de Troia, uma praga visitou a terra, e eles receberam um oráculo dizendo que deviam apaziguar Atena enviando duas virgens à região de Troia, como suplicantes, por um período de mil anos.
Foi a partir da Lócrida que a invasão dórica do Peloponeso teve sucesso: o oráculo havia previsto o sucesso através de uma invasão pelo mar, e a esquadra foi construída, por Temeno, no local que, por causa disto, se chamaria Naupacto.

## História
Foram os Lócrios que, por volta do século VII a.C., fundaram a cidade de Lócris Epicefíria, na Calábria, ao Sul da Itália, tendo-lhe dado o nome da sua terra natal; não se sabe, porém, se foi fundada por Opúncios ou Ózolas.